# Miguel Pardeza
Miguel Pardeza Pichardo (La Palma del Condado, 8 febbraio 1965) è un dirigente sportivo ed ex calciatore spagnolo, di ruolo attaccante.

## Biografia
Pardeza si laureò nel 1999 all'Università di Saragozza, con una tesi in Filologia ispanica su César González Ruano, dopo un corso quinquennale di studi. Le sue capacità linguistiche gli hanno assicurato collaborazioni, una volta lasciato il calcio giocato, con radio e quotidiani, oltre ad intraprendere la professione di scrittore di romanzi.

## Caratteristiche tecniche
Era un attaccante rapido e brevilineo con senso degli inserimenti e del gol. Il suo stile di gioco è stato paragonato a quello del leggendario Diego Armando Maradona, che militava nel Barcellona negli anni in cui Pardeza si affacciava al grande calcio spagnolo.

## Carriera

### Calciatore

#### Club
Pardeza è ricordato per aver fatto parte, negli anni '80, della cosiddetta Quinta del Buitre, la Coorte dell'Avvoltoio, ossia quella generazione di giovani calciatori fiorita nel Real Madrid capeggiato da Emilio Butragueño, detto El Buitre. 
Entra nel settore giovanile del Real Madrid all'età di 14 anni e due anni dopo entrò a far parte del Real Madrid Castilla. Il Real Madrid Castilla militava nella Segunda División spagnola e vantava una rosa di un livello tale da conquistare un campionato di Segunda División (1983-84), senza però poter ottenere la promozione a causa della presenza del Real Madrid in "Primera División". L'allenatore dell'epoca era Amancio Amaro Varela, che successivamente Pardeza ha definito un padre e un maestro.
Il 31 dicembre 1983 debutta con la prima squadra, nella partita di campionato vinta per 1-0 contro l'Español al Santiago Bernabéu, subentrando nel finale di gara a Ulrich Stielike.
Nella stagione 1985-1986 viene ceduto al Real Saragozza in prestito per un anno, disputando così la sua prima effettiva stagione da titolare nella Liga spagnola, sotto la guida di Luis Costa Juan In Aragona gioca con continuità e contribuisce alla vittoria della Coppa del Re 1985-1986 battendo in finale il Barcellona..
A fine anno, torna al Real Madrid, con cui nella stagione 1986-1987 vince la Primera División, con Leo Beenhakker come allenatore. Disputa 25 gare, delle quali 12 da titolare, contribuendo con 5 reti.
A fine stagione, prende la decisione di lasciare il Real Madrid a causa della grande concorrenza nel reparto offensivo dei blancos, che vede grandi campioni come Emilio Butragueño, Hugo Sánchez e Jorge Valdano. Preferendo una squadra in cui poter essere impiegato come titolare, torna quindi al Real Saragozza, questa volta a titolo definitivo. Resta al Saragozza per dieci anni, diventa capitano del club formando una coppia d'attacco con Francisco Higuera. Con gli aragonesi vince una Coppa di Spagna nel 1993-1994 e la Coppa delle Coppe nella stagione successiva, battendo in finale l'Arsenal. 
Nel 1997 si trasferisce insieme a Higuera nel campionato messicano, al Club Puebla. Nello stesso anno anche altri membri della Quinta del Buitre, si erano trasferiti nel club messicano dell'Atlético Celaya. Lascia il calcio giocato nel 1999.

#### Nazionale
Fu un nazionale olimpico, a Seul nel 1988, e nel biennio successivo ricevette 5 convocazioni in nazionale maggiore, partecipando al Campionato mondiale di calcio 1990, svoltosi in Italia, col numero 7.

### Direttore sportivo
Il 29 maggio 2002 gli è stata assegnata la direzione tecnica del Real Zaragoza. Si dimette il 19 maggio 2008, periodo in cui gli aragonesi sono retrocessi in Segunda División. Il 1º giugno 2009 viene nominato Direttore sportivo del Real Madrid dal nuovo presidente Florentino Pérez. Si dimette dall'incarico il 4 luglio 2014.

## Statistiche

### Cronologia presenze e reti in nazionale
| Cronologia completa delle presenze e delle reti in nazionale ― Spagna | Cronologia completa delle presenze e delle reti in nazionale ― Spagna | Cronologia completa delle presenze e delle reti in nazionale ― Spagna | Cronologia completa delle presenze e delle reti in nazionale ― Spagna | Cronologia completa delle presenze e delle reti in nazionale ― Spagna | Cronologia completa delle presenze e delle reti in nazionale ― Spagna | Cronologia completa delle presenze e delle reti in nazionale ― Spagna | Cronologia completa delle presenze e delle reti in nazionale ― Spagna |
| Data                                                                  | Città                                                                 | In casa                                                               | Risultato                                                             | Ospiti                                                                | Competizione                                                          | Reti                                                                  | Note                                                                  |
| --------------------------------------------------------------------- | --------------------------------------------------------------------- | --------------------------------------------------------------------- | --------------------------------------------------------------------- | --------------------------------------------------------------------- | --------------------------------------------------------------------- | --------------------------------------------------------------------- | --------------------------------------------------------------------- |
| 11-10-1989                                                            | Budapest                                                              | Ungheria                                                              | 2 – 2                                                                 | Spagna                                                                | Qual. Mondiali 1990                                                   | -                                                                     | 67’                                                                   |
| 21-2-1990                                                             | Alicante                                                              | Spagna                                                                | 1 – 0                                                                 | Cecoslovacchia                                                        | Amichevole                                                            | -                                                                     | 60’                                                                   |
| 28-3-1990                                                             | Malaga                                                                | Spagna                                                                | 2 – 3                                                                 | Austria                                                               | Amichevole                                                            | -                                                                     | 38’                                                                   |
| 26-5-1990                                                             | Lubiana                                                               | Jugoslavia                                                            | 0 – 1                                                                 | Spagna                                                                | Amichevole                                                            | -                                                                     | 80’                                                                   |
| 21-6-1990                                                             | Verona                                                                | Spagna                                                                | 2 – 1                                                                 | Belgio                                                                | Mondiali 1990 - 1º turno                                              | -                                                                     | 88’                                                                   |
| Totale                                                                |                                                                       | Presenze                                                              | 5                                                                     |                                                                       | Reti                                                                  | 0                                                                     |                                                                       |

## Palmarès

### Club

#### Competizioni nazionali
- Segunda División: 1

Real Madrid Castilla: 1983-1984
- Campionato spagnolo: 1

Real Madrid: 1986-1987
- Coppa di Spagna: 2

Real Zaragoza: 1985-1986; 1993-1994

#### Competizioni internazionali
- Coppa delle Coppe: 1

Real Zaragoza: 1994-1995